# Derby Telegraph
Derby Telegraph, dříve Derby Evening Telegraph, je deník tištěný a vydávaný v anglickém městě Derby. Vychází každé ráno od pondělí do soboty a je hlavními místními novinami pro Derby a okolí.

## Historie
Roku 1857 publikoval Richard Keene každou sobotu Derby Telegraph. Jeho příbuzným byl také Alfred John Keene, místní malíř, jehož díla jsou v Derbské umělecké galerii. Dalším, kdo v Derby vydával noviny, byla od roku 1879 Eliza Pikeová. Jednalo se o velkoformátové čtyřstránkové noviny s názvem Derby Daily Telegraph. Prvním editorem byl W. J. Piper, který v této pozici vydržel až do své smrti roku 1918. Po něm následoval William Gilman a od roku 1927 je majitelem novin Northcliffe Newspaper Group, která je součástí Daily Mail and General Trust. Tato společnost vydává i Derby Express. Původně noviny sídlily na Corn Market v centru města, po první světové válce došlo k renovaci, ale roku 1929 noviny přesídlily na Corn Exchange a roku 1981 na Meadow Road, kde jsou dodnes. Jelikož deník vychází ráno, byl v dubnu 2009 název Derby Evening Telegraph změněn jen na Derby Telegraph.

## Obsah
Před sedmdesátými léty 20. století obsahoval Derby Telegraph často celonárodní novinky hned na úvodní straně. Poměr celonárodních a místních aktualit v novinách byl asi 50:50. Od té doby obsah národních novinek výrazně klesl, dnes je krátce shrnut na straně deset. Hlavní zaměření deníku je místní dění.